# مقاطعة بارطيري
مقاطعة بارطيري (بالصومالية: Degmada Baardheere)‏ هي مقاطعة في محافظة جدو جنوب غرب الصومال، أُنشئت عام 1941، إلا أنها اعتمدت بشكل رسمي بعد عقد ونصف خلال الانتخابات العامة عام 1956 حيث صوت أعضاء البرلمان لصالح القرار وتم تنفيذه بحلول عام 1960 بعد الاستقلال
مركز المقاطعة هي بارطيري. 

## روابط خارجية
- الخريطة الإدارية لمقاطعة باردير